# Армянский городской совет
Армя́нский городско́й сове́т (укр. Армянська міська рада, крымскотат. Ermeni Bazar şeer şurası, Эрмени Базар шеэр шурасы) —  орган местного самоуправления одноимённой территориальной общины Перекопского района Автономной Республики Крым Украины, до 2023 года также являлся подчинённой совету территорией города республиканского значения Армянск Автономной Республики Крым (согласно позиции Украины). Орган местного самоуправления муниципального образования — городского округа Армянск Республики Крым Российской Федерации (согласно позиции России, фактически контролирующей Крым).
Административный центр (месторасположение одноимённого органа власти — горсовета) — город Армянск.

## История
В 1968 году село Армянск Красноперекопского района Крымской области УССР в составе СССР было отнесено к категории посёлков городского типа: он составил Армянский поселковый совет. 14 октября 1993 года Армянску был присвоен статус города республиканского подчинения, что вывело его из состава района и образовало самостоятельный Армянский городской совет в Автономной Республике Крым Украины.
С 2014 года на месте горсовета находится городской округ Армянск Республики Крым России.
17 июля 2020 года парламент Украины, не признающей аннексию Крыма Российской Федерацией, принял постановление о новой сети районов в стране, которым предполагается включить территорию горсовета в состав Красноперекопского района (Перекопского), однако это решение не вступало в силу до «возвращения Крыма под общую юрисдикцию Украины». 9 сентября 2023 года, несмотря на отсутствие контроля над полуостровом, вступили в силу поправки, которые ввели в действие данное постановление в отношении Крыма.

## Население
По данным Всеукраинской переписи населения 2001 года население горсовета составляло 26 867 человек. Этнический состав был следующим:
- русские — 55,7 %,
- украинцы — 36,2 %,
- крымские татары — 3,5 %,
- белорусы — 1,1 %,
- молдаване — 0,3 %.

## Административное деление
К 2014 году в состав горсовета входили: 1 город (Армянск) и 1 сельсовет (Суворовский), который включал 3 села: Суворово (Джулга), Волошино (Кулла) и Перекоп.
На территории горсовета находилось упразднённое в 1997 году село Исходное (до 1948 года — Ингиз).